# آندره پوپ
آندره شارل ژان پوپ (فرانسوی: André Charles Jean Popp‎؛ ‎ ۱۹ فوریهٔ ۱۹۲۴ در فونتنه-لو-کنت، فرانسه – ۱۰ مهٔ ۲۰۱۴ در پوتو، فرانسه)، معروف به آندره پوپ، آهنگساز، تنظیم‌کنندهٔ موسیقی، و فیلم‌نامه‌نویس فرانسوی بود.
ترانهٔ L'Amour est bleu (عشق آبی است)، با خوانندگی ویکی لیاندروس، از آثار معروف اوست که آن را در سال ۱۹۶۷ ساخته است. این قطعه را پل موریا بازسازی کرد. قطعهٔ عشق آبی است با بازسازی موریا در سال ۱۹۶۸ به مدت ۵ هفته صدرنشین جدول پرفروش‌ترین تک‌آهنگ‌ها در آمریکا بود.